# Тахунья
Тахунья (исп. Río Tajuña) — река в Испании.
Длина — 254 км, площадь бассейна — 2608 км².
Истоки реки расположены на высоте 1244 м над уровнем моря около Маранчона (провинция Гвадалахара, Кастилия-Ла-Манча), впадает Тахунья в реку Харама на высоте 498 м на территории муниципалитета Титульсия (автономное сообщество Мадрид).
На реке расположено водохранилище Тахера, образованное в 1993 году.